# 3e Pantserleger
Het 3e Pantserleger (Duits: 3. Panzerarmee of beter Panzerarmee-Oberkommando 3) was een Duits pantserleger in de Tweede Wereldoorlog. Het 3e Pantserleger was voornamelijk in actie aan het oostfront, meest in de centrale sector en eindigde de oorlog ten noorden van Berlijn.

## Krijgsgeschiedenis

### Panzergruppe 3 – 1941

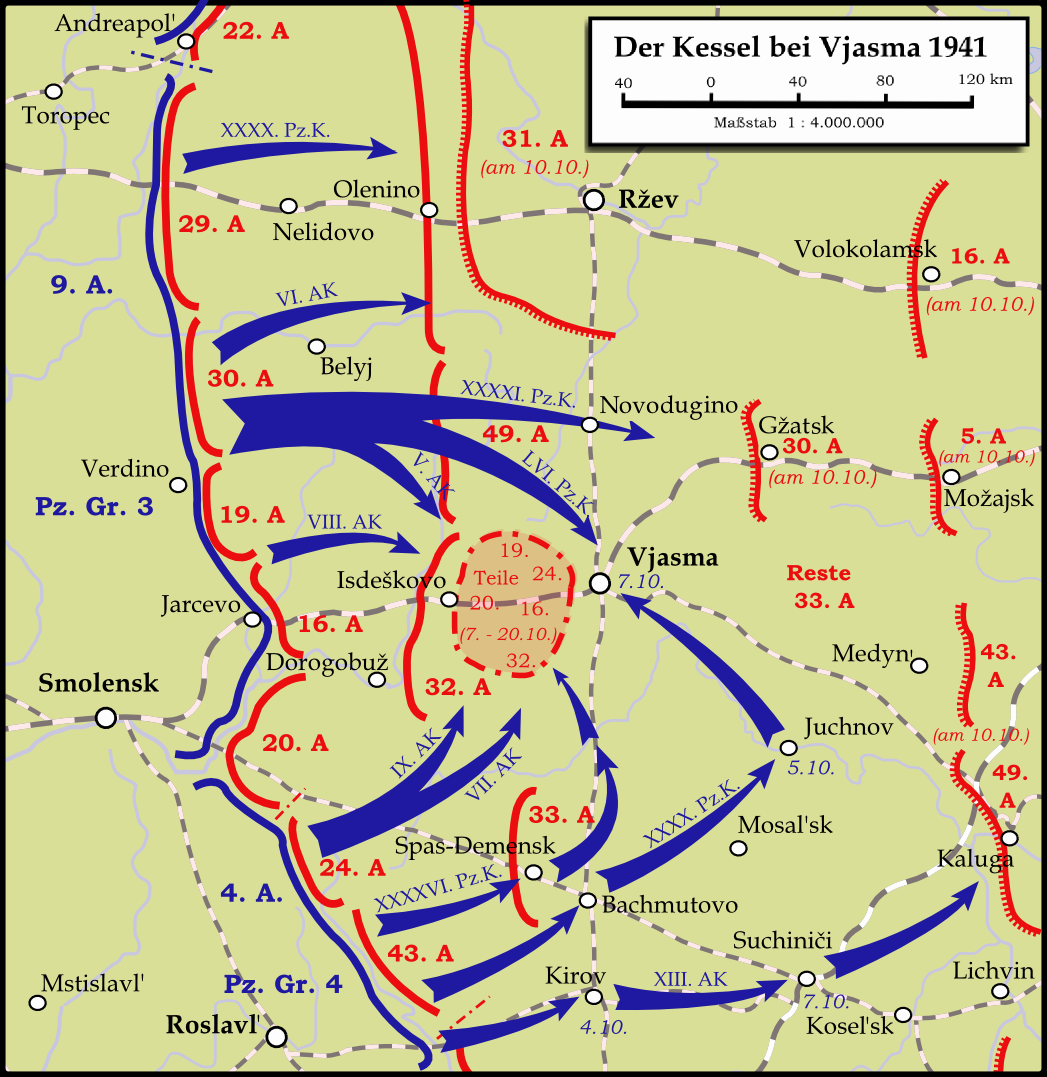
Kaart van de omsingelingsslag bij Vjazma 1941

Op 16 november 1940 werd 22e Gemotoriseerde Korps in de Heimat omgevormd in Panzergruppe 3.
Voor Operatie Barbarossa beschikte de Panzergruppe over vier gepantserde en drie gemotoriseerde divisies met daarnaast vier infanteriedivisies. Panzergruppe 3 viel op 22 juni 1941 aan vanuit de Suwałki-driehoek richting Olita en Grodno. Samen met het 9e Leger vormde de Panzergruppe de noordelijke tangarm in de Slag om Białystok-Minsk. Onmiddellijk na afloop van deze omsingelingsslag nam de Panzergruppe deel aan de Slag om Smolensk in juli, waarna de Duitse opmars langs de Dnjepr/Westelijke Dvina linie tijdelijk werd stopgezet. In september vond er een hergroepering plaats ter voorbereiding op de hervatting van offensieve acties in Operatie Taifun. Hiervoor werd de Panzergruppe versterkt tot vier korpsen. De Panzergruppe 3 vormde opnieuw de noordelijke tang van een omsingelingsslag, nu bij Vjazma (2–16 oktober 1941). Vervolgens kreeg de Panzergruppe bevel op te rukken naar Kalinin
Door het begin van de modderperiode (Raspoetitsa) liep de Duitse opmars vast tot het begin van de vorst medio november 1941. In de Slag om Moskou kon de Panzergruppe oprukken tot het Ivankovskoe stuwmeer en het Moskou-Wolgakanaal tot het begin van het Sovjet tegenoffensief van de Westelijk- en Kalinin Fronten, dat begin december begon, de Panzergruppe dwong zich terug te trekken naar de Lama.
De Panzergruppe 3 werd op 1 januari 1942 rond Nikolo-Pustyn (westelijk van Volokolamsk) omgedoopt in 3e Pantserleger.

### 3e Pantserleger

#### 1942/43
Samen met het 9e Leger en het 4e Pantserleger dreigde het 3e Pantserleger te worden omcirkeld in het Rzjev gebied begin 1942 (Slagen van Rzjev). De staf werd echter medio januari van dit front teruggetrokken om te worden ingezet op de bedreigde grens met Heeresgruppe Nord, met stafkwartier in Sosnovka bij Vitebsk. Voor dit doel werden bijeengeschraapte reserves en nieuwe divisies die vanuit het westen waren aangevoerd onder bevel geplaatst. In april 1942 werd de staf weer terug verplaatst, naar Vjazma en hield hier het oostelijk front van de Rzjev-saillant gedurende vele maanden en door meerdere Sovjet-offensieven. In januari 1943 werd de staf weer verplaatst naar Vitebsk en werd de strijd rond Velikieje Loeki de belangrijkste tot de herfst van 1943. Toen werd het pantserleger teruggedrongen door de Sovjets in de Slag bij Smolensk op de Panther–Wotan linie.

#### 1944

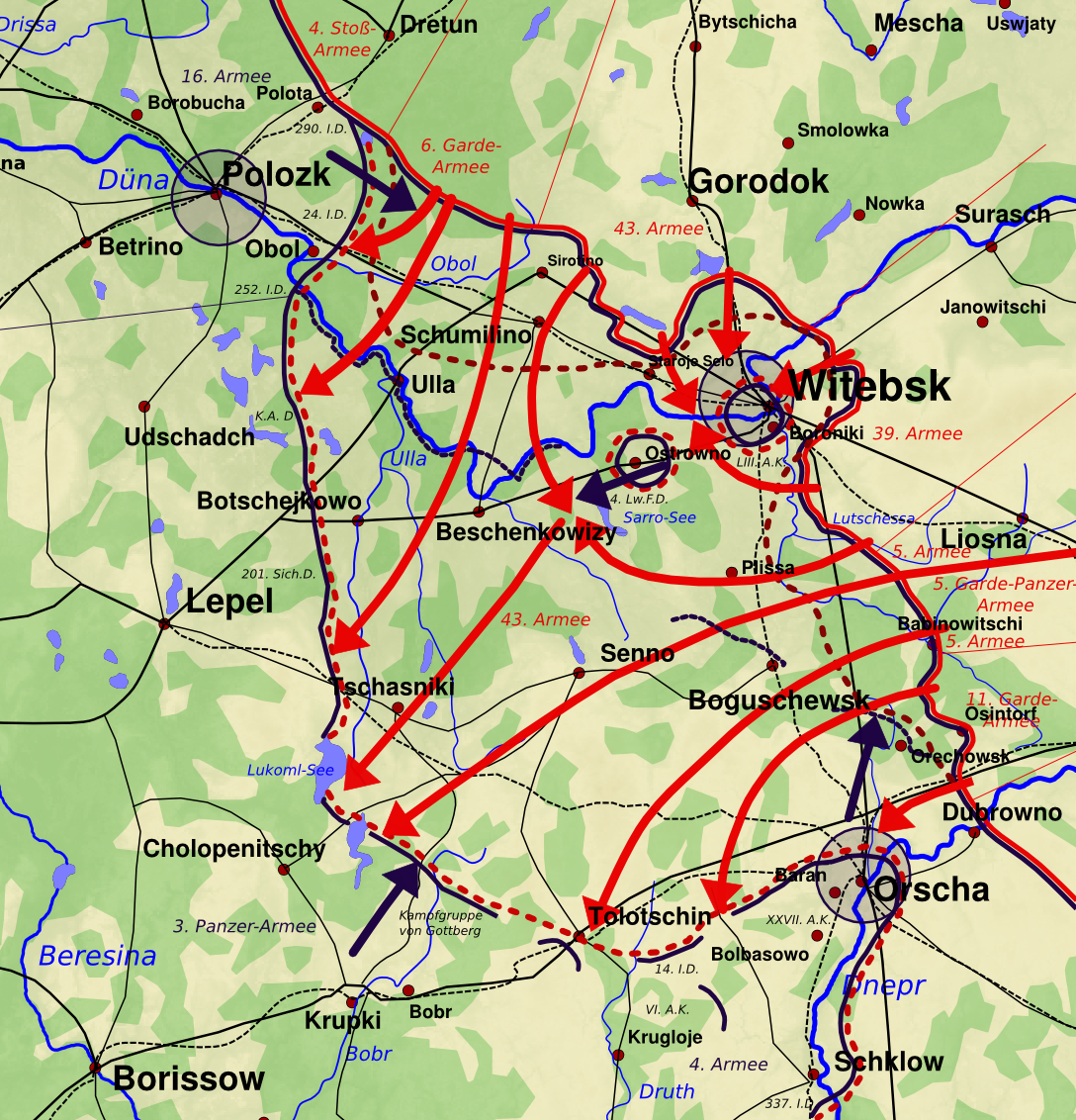
Slag bij Vitebsk 1944

In de winter 1943/44 werd de frontlijn van het 3e Pantserleger dicht rond (hoefijzervormig) Vitebsk getrokken, maar bleef verder het eerste halfjaar stabiel. De grote dreun volgde op 22 juni 1944 bij de start van Operatie Bagration. Het 3e Pantserleger werd vol aangevallen door het 1e Baltische Front. Vitebsk werd omsingeld en binnen enkele dagen was het volledige 53e Legerkorps vernietigd. Ook de rest van het pantserleger kreeg zware klappen en het moest terugtrekken onder zware verliezen. Het contact met Heeresgruppe Nord ging verloren. Pas in augustus, vlak voor de Oost-Pruisische grens, kon het pantserleger weer een defensieve linie opbouwen. Aangezien de Sovjets intussen bij Tukums de Golf van Riga hadden bereikt en daarmee alle landverbindingen met Heeresgruppe Nord afgesneden hadden, zette het 3e Pantserleger een geslaagde gepantserde ontzettingspoging op, genaamd Operatie Doppelkopf. Maar begin oktober sloegen de Sovjets terug en rukten in westelijke richting op en bereikten snel de Oostzee. Het pantserleger nam nu de oostelijke verdediging van Oost-Pruisen op zich.

#### 1945
In Oost-Pruisen verdedigde het pantserleger zich in vanaf medio januari 1945 tegen het Sovjet Oost-Pruisenoffensief en werd in de volgende maand teruggedreven in Samland. Daarop werd op 8 februari de staf per schip geëvacueerd en naar Pommeren gebracht. Daar kreeg het de leiding over de verdediging, na het opheffen van het 11e Leger. In maart werd het pantserleger teruggedrongen achter de Oder. Tijdens het eindoffensief rond Berlijn, werd het 3e Pantserleger op 20 april 1945 aangevallen door het 2e Wit-Russische Front en moeiteloos doorbroken. Daarna volgde een snelle terugtocht naar het westen.
Op 3 mei 1945 capituleerde het 3e Pantserleger in Hagenow aan het Britse 2e Leger.

## Commandanten
| Rang                     | Naam                 | Begin            | Eind             |
| ------------------------ | -------------------- | ---------------- | ---------------- |
| Generaloberst            | Hermann Hoth         | 16 november 1940 | 5 oktober 1941   |
| Generaloberst            | Georg-Hans Reinhardt | 5 oktober 1941   | 15 augustus 1944 |
| Generaloberst            | Erhard Raus          | 15 augustus 1944 | 10 maart 1945    |
| General der Panzertruppe | Hasso von Manteuffel | 10 maart 1945    | 3 mei 1945       |